# Loreena McKennitt

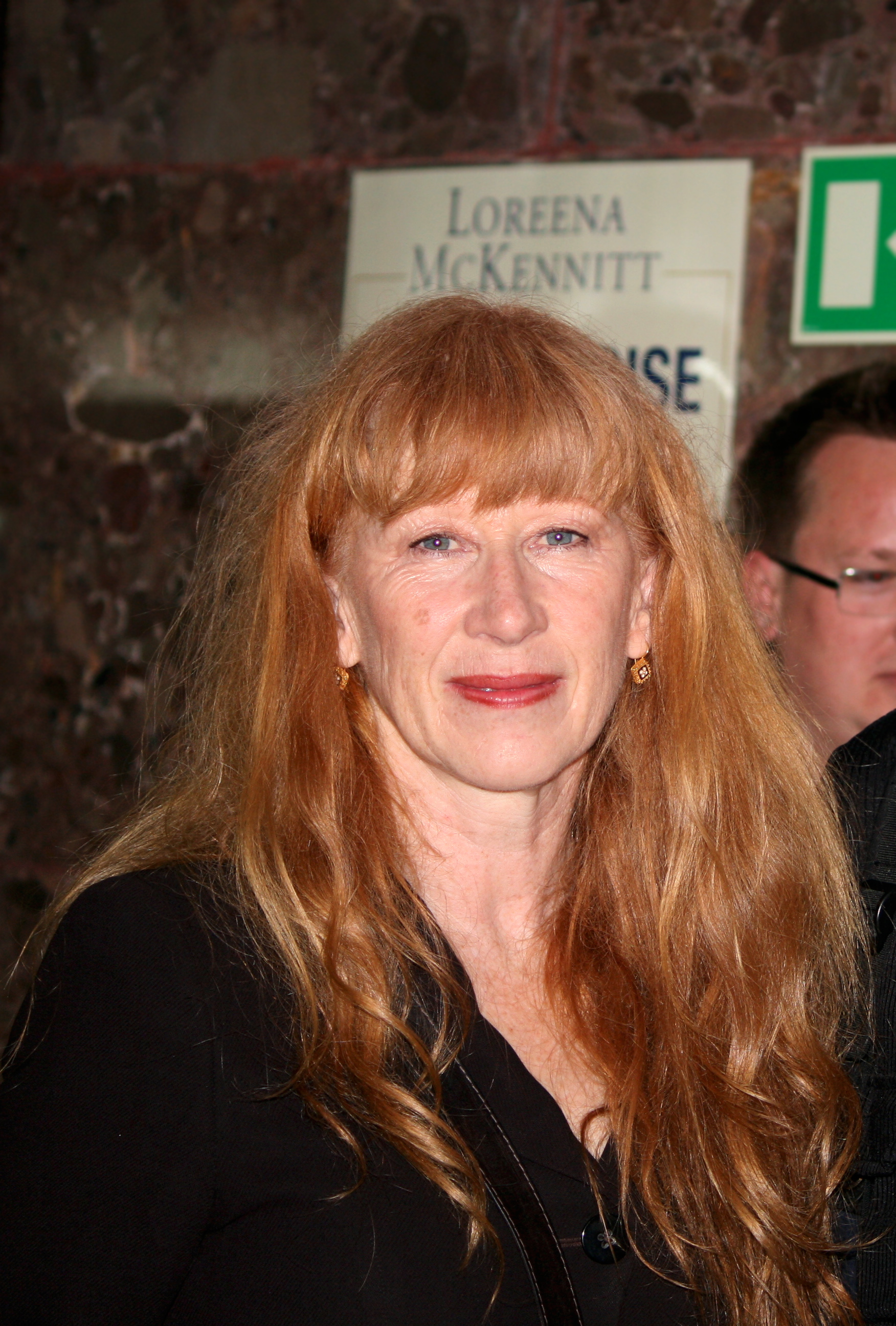
Loreena McKennitt (2012)

Loreena McKennitt (Morden, 17 februari 1957) is een Canadese zangeres, harpiste en pianiste.

## Leven en werk
Loreena McKennitt werd geboren in Manitoba. Sinds 1981 woont zij in Stratford in Ontario. Zij trad daar op voor het Stratford Festival of Canada als actrice, zangeres en componiste in producties van The Tempest (1982) tot The Merchant of Venice (2001).
Haar muziek wordt gekenmerkt door Keltische, en haar latere werk ook Arabische invloeden. Ze wordt vaak met Enya vergeleken, maar heeft een meer traditionele en klassieke stijl. Ze heeft klassiekers als Lady of Shallott van Alfred Tennyson en Highwayman van Alfred Noyes gebruikt als basis voor een eigen interpretatie.

## Discografie

### Albums
| Album met eventuele hitnotering(en) in de Nederlandse Album Top 100 | Datum van verschijnen | Datum van binnenkomst | Hoogste positie | Aantal weken | Opmerkingen          |
| ------------------------------------------------------------------- | --------------------- | --------------------- | --------------- | ------------ | -------------------- |
| Elemental                                                           | 1985                  | -                     |                 |              |                      |
| To drive the cold winter away                                       | 1987                  | -                     |                 |              |                      |
| Parallel dreams                                                     | 1989                  | -                     |                 |              |                      |
| The visit                                                           | 1991                  | 07-03-1992            | 80              | 5            |                      |
| The mask and mirror                                                 | 1994                  | 19-03-1994            | 44              | 9            |                      |
| The book of secrets                                                 | 1997                  | 18-10-1997            | 39              | 32           |                      |
| Live in Paris and Toronto                                           | 1999                  | -                     |                 |              | Livealbum            |
| An ancient muse                                                     | 2006                  | 09-12-2006            | 11              | 20           |                      |
| Nights from the Alhambra                                            | 2007                  | 25-08-2007            | 66              | 2            | Livealbum, dubbed-cd |
| A midwinter night's dream                                           | 2008                  | 01-11-2008            | 77              | 4            |                      |
| The wind that shakes the barley                                     | 2010                  | -                     |                 |              |                      |
| Troubadours on the Rhine                                            | 2012                  | -                     |                 |              |                      |
| The journey so far                                                  | 2014                  | -                     |                 |              |                      |
| Lost Souls                                                          | 2018                  | -                     |                 |              |                      |
| Live at the Royal Albert Hall                                       | 2019                  | -                     |                 |              |                      |

| Album met hitnotering(en) in de Vlaamse Ultratop 200 albums | Datum van verschijnen | Datum van binnenkomst | Hoogste positie | Aantal weken | Opmerkingen |
| ----------------------------------------------------------- | --------------------- | --------------------- | --------------- | ------------ | ----------- |
| The book of secrets                                         | 1997                  | 01-11-1997            | 34              | 12           |             |
| An ancient muse                                             | 2006                  | 16-12-2006            | 54              | 20           |             |
| Nights from the Alhambra                                    | 2007                  | 15-09-2007            | 62              | 3            |             |
| A midwinter night's dream                                   | 2008                  | 08-11-2008            | 42              | 7*           |             |

### Korte opnamen
- A Winter Garden: Five Songs for the Season (1995)
- Live in San Francisco (1995)
- Words and Music (1997)

### Singles
- "The Mummers' Dance (I)" (1997)
- "The Mummers' Dance (II)" (1997)
- "Marco Polo" (1998)

## Concerten

### Nights from the Alhambra - Granada Spanje
- "Palace Carlos V - 13/14 september 2006"
- "Teatro del Generalife - 15 september 2006"

### Festivals
- "Folkfestival Dranouter - 3 augustus 2008"